# Molwa pospolita
Molwa pospolita, molwa (Molva molva) – gatunek dużej, morskiej ryby z rodziny dorszowatych (Gadidae). Jest poławiana gospodarczo na niedużą skalę.

## Zasięg występowania
Występuje w Oceanie Atlantyckim, głównie w okolicach  Islandii, na zachód od Wysp Brytyjskich i Półwyspu Skandynawskiego, na głębokościach od 100 do 600 m. W Polsce nie występuje, choć sporadycznie była notowana w Bałtyku.

## Charakterystyka
Dorasta przeciętnie do 1,3 m, maksymalnie do 2 m długości i 45 kg masy ciała. Żywi się skorupiakami, szkarłupniami, głowonogami i rybami. Samica składa od 20 do 60 mln ziaren ikry.